# 野戦特科射撃指揮装置 JGSQ-W3
野戦特科射撃指揮装置 JGSQ-W3（やせんとっかしゃげきしきそうち ジェイジーエスキューダブルスリー）は、陸上自衛隊の装備。野戦特科に配備される。多連装ロケットシステム指揮装置とは異なり、野戦特科全体を指揮することが出来る。

## 概要
81式野戦特科射撃指揮装置 JGSQ-W2の後継として開発された。民生品を流用することで処理時間短縮、能力向上などが実現した。1997年（平成9年）度より配備開始。製作は三菱電機。

## 構成
- 大隊指揮用装置：73式大型トラックなどに搭載。
- 中隊指揮用装置：73式中型トラックなどに搭載。
- 砲班装置：99式自走155mmりゅう弾砲、155mmりゅう弾砲 FH70などに搭載。
- 観測機関装置：前進観測班が携帯。

## 機能
大隊指揮
- 射撃指揮：10種類
- 部隊運用支援：11種類
- 地図等の印刷

中隊指揮
- 射撃号令受領、記録
- 地図等の印刷

砲班指揮
- 砲班装置
- 初速測定

観測
- 観測機関装置
- 目標標定器